# Grotella septempunctata
Grotella septempunctata är en fjärilsart som beskrevs av Harvey 1874. Grotella septempunctata ingår i släktet Grotella och familjen nattflyn. Inga underarter finns listade i Catalogue of Life.